# Phase-Plug
Ein Phase-Plug erster Art ist eine Vorrichtung, die bei Hornlautsprechern verwendet wird. Bei höchsten Anforderungen an den Wirkungsgrad (PA-Anlage) und an die obere Grenzfrequenz wird dem Treiber eine Kompressionskammer vorgeschaltet. 

## Grundlagen
Die Kompressionskammer bewirkt eine Querschnittsverengung von der Treibermembran zum Hornhals, wodurch die akustische Impedanztransformation des Horns bei gleichbleibender Membranfläche optimiert wird. Am oberen Ende des Übertragungsbereiches sind die Abmessungen der Kompressionskammer ähnlich den Wellenlängen in Luft. Die geometrisch bedingten Laufzeitunterschiede von den verschiedenen Bereichen der Membran zum Hornhals führen daher zu nicht phasenrichtigen Überlagerungen, der Frequenzgang wird wellig und die obere Frequenzgrenze sinkt. Speziell geformte, konzentrische Rotationskörper ermöglichen eine Schallführung, die von allen Bereichen der Membran einen nahezu gleichen Weg zum Hornhals hat, bei gleichförmig zunehmender Kompression. Diese Körper werden als ein Bauteil montiert Phase-Plug genannt.

## Unterschiede
Davon unterscheiden sich Phase-Plugs zweiter Art, die bei manchen frei strahlenden Konuslautsprecherchassis anstelle einer Staubschutzkalotte auftreten. Während die Staubschutzkalotte fest mit der Membran verbunden ist, sitzt der Phase-Plug zwar an derselben Stelle, ist jedoch fest mit dem Polkern des Lautsprechers verbunden und bewegt sich demzufolge nicht. Befürworter meinen, dass der Phase-Plug eine Reflexion der vom Konus abgestrahlten Schallwellen am Polkern verhindere oder mindere. Es wird auch behauptet, dass ohne Plug Phasenverschiebungen zwischen Direktschall und reflektierten Komponenten zu Auslöschungen führen, die sich als Einbruch im Frequenzgang bemerkbar machen. Als angenehmer Nebeneffekt erhöhe sich bei Einsatz eines Phase-Plug die thermische Belastbarkeit des Lautsprecherchassis wesentlich. Deshalb besteht dieses Element häufig aus gut wärmeleitfähigem Material (z. B. Kupfer oder Aluminium). Dadurch werde die Verlustleistung von der Schwingspule besser abgeführt und über den Phase-Plug an die Raumluft als Wärme abgegeben. Allerdings wird der Kennschalldruck etwas herabgesetzt, weil die Staubschutzkalotte als Teil der bewegten Membran entfällt, die effektive Membranfläche also kleiner wird. 

## Kritik
Die Phase-Plugs erster Art erfüllen ihren Zweck, nämlich die Erreichung einer maximalen akustischen Belastung der Membran. Allerdings treten dabei unvermeidlich nichtlineare Effekte auf:
- Die Membran kann durch die auftretenden Kräfte verformt werden.
- Luft verhält sich bei hoher Kompression nichtlinear.
- Der verringerte Querschnitt kann Strömungsgeräusche hervorbringen. Klirr- und Nebengeräusche sind bei solchen Hörnern also nicht geringer als bei Direktstrahlern.

Allerdings können jene erheblich größere Lautstärken erreichen als diese. Angesichts der benötigten akustischen Leistungen bei Lautsprecherübertragungen im Freien muss man daher die Nachteile in Kauf nehmen.
Es gibt Kritik an der Einführung der Phase-Plugs zweiter Art. Kritiker wenden ein, dass 
- die niedrigste Frequenz, die eine Kolbenmembran abstrahlen sollte, diejenige ist, deren Wellenlänge im Membranmaterial dem Membranumfang etwa gleichkommt. Bei niedrigeren Frequenzen gibt es stets weitere Lösungen für die Bewegungsgleichungen der Membran, bei denen Teilflächen gegenphasig schwingen  (Partialschwingungen), was zu sehr unregelmäßigem Frequenzgang (Resonanzen) und zu stark frequenzabhängiger Richtwirkung führt. Ist die Wellenlänge also größer als der Membranumfang, so ist sie sicher viel größer als die Struktur des Polkerns oder des Phase-Plugs. Bei solchen Verhältnissen ist die – zwar naheliegende – Betrachtung analog zur Strahlenoptik nicht zulässig, da es sich nicht um Reflexionen, sondern um Beugungserscheinungen handelt, die nur durch aufwendige Lösung der Wellengleichungen bestimmbar sind. Die strömungsgünstige Form der Plugs appelliere also mehr an Ästhetik und den Alltagsverstand, als dass sie einen Nutzen im Sinne der Physik biete.
- es keine thermisch enge Kopplung zwischen Schwingspule und Phase-Plug / Polkern geben kann (Luftspalt), der größte thermische Widerstand also der Luftspalt selbst ist, und der Einfluss des Phase-Plug als Kühler daher nicht effektiv ist.
- die Form der meisten Phase-Plugs (kleine Oberfläche, glänzend) den Anforderungen an einen Kühlkörper nicht nachkommt (große Oberfläche, Teller- oder Pilzförmig, Rippen, mattschwarz).
- es allerdings Hochleistungsbasschassis gibt, die große Wicklungsoberflächen und damit starke Erwärmungen des Polkerns haben. Bei möglichst gleichbleibender Membranfläche weisen diese einen entsprechend geformten Kühlpilz auf, der nur über einen Stiel geringen Durchmessers mit dem Polkern verbunden ist. Unter diesen speziellen Voraussetzungen kann die maximale thermische Belastbarkeit fast verdoppelt werden, was aber im besten Fall eine Erhöhung des Schalldrucks nur um den Faktor 1,4 (3 dB) ermöglicht.
- vor allem weitere Strukturelemente des Lautsprecherchassis wie Korb, Magnetstruktur und Zentrierspinne von den nach hinten gestrahlten Schallanteilen nach wie vor getroffen werden, was zu Beugungen, Resonanzen und Reflexionen führt. Die dadurch erzeugten Störschallwellen können die Membran auslenken oder sie durchdringen und so zum Hörer gelangen. Die nach hinten abgestrahlte Leistung ist bei einer Membran ähnlich der nach vorne abgestrahlten Nutzleistung.

Es ist also durchaus im Bereich der Möglichkeit, dass Hersteller Phase-Plugs zweiter Art einsetzen, ohne dass es zu eindeutigen Verbesserungen, die durch Messungen belegbar sind, kommt, so dass es sich bei dieser Variante um eine Art Modeerscheinung handeln würde.